# Timex Sinclair
Timex Sinclair是Sinclair Research和Timex于1982年12月创办的合资公司，旨在打入当时迅速发展的北美家用电脑市场。1984年1月Timex退出美国家用电脑市场后，Timex Sinclair随之歇业。